# Jugorjonok
Jugorjonok (russisch Югорёнок) ist eine Siedlung städtischen Typs in der Republik Sacha (Jakutien) in Russland mit 272 Einwohnern (Stand 14. Oktober 2010).

## Geographie
Der Ort liegt etwa 500 km Luftlinie ostsüdöstlich der Republikhauptstadt Jakutsk im dort Mittelgebirgscharakter tragenden Judoma-Maja-Hochland. Er befindet sich am rechten Ufer der Judoma, die dort die Grenze zur Region Chabarowsk markiert, unmittelbar unterhalb der Einmündung ihres rechten Nebenflusses Dschaikanga.
Jugorjonok gehört zum Ulus Ust-Maiski und befindet sich etwa 190 km ostsüdöstlich von dessen Verwaltungszentrum Ust-Maja. Die Siedlung ist Sitz und einzige Ortschaft der Stadtgemeinde (gorodskoje posselenije) Possjolok Jugorjonok.

## Geschichte
Die Siedlung wurde 1940 bei einer Anlegestelle an der Judoma gegründet, die als Versorgungsbasis für die Erschließung der Goldfelder des Gebietes dienen sollte. Zunächst gehörte sie als Ortsteil zur 12 km nördlich am gleichnamigen rechten Zufluss der Dschaikanga entstandenen Goldbergbausiedlung Jur, die 1942 den Status einer Siedlung städtischen Typs erhielt.
Mit der Erschöpfung der Goldvorräte und der Verlagerung der Produktion in andere Teile des Gebiets wurde Jur in den 1970er-Jahren zu einem Dorf herabgestuft (und mittlerweile aufgegeben), während Jugorjonok 1978 als Siedlung städtischen Typs selbständig wurde. Mit dem Niedergang des Bergbaus in den 1990er-Jahren sank die Einwohnerzahl des Ortes drastisch.

### Bevölkerungsentwicklung
| Jahr | Einwohner |
| ---- | --------- |
| 1979 | 1413      |
| 1989 | 1870      |
| 2002 | 905       |
| 2010 | 272       |

Anmerkung: Volkszählungsdaten

## Verkehr
Jugorjonok ist Endpunkt einer über 300 km langen Straße, die ausgehend von Eldikan am rechten Ufer des Aldan das gesamte Goldbergbaugebiet im Osten des Ust-Maiski ulus erschließt.
Ein Flugplatz nordwestlich der Siedlung is seit den 1990er-Jahren außer Betrieb.